# Contrasto

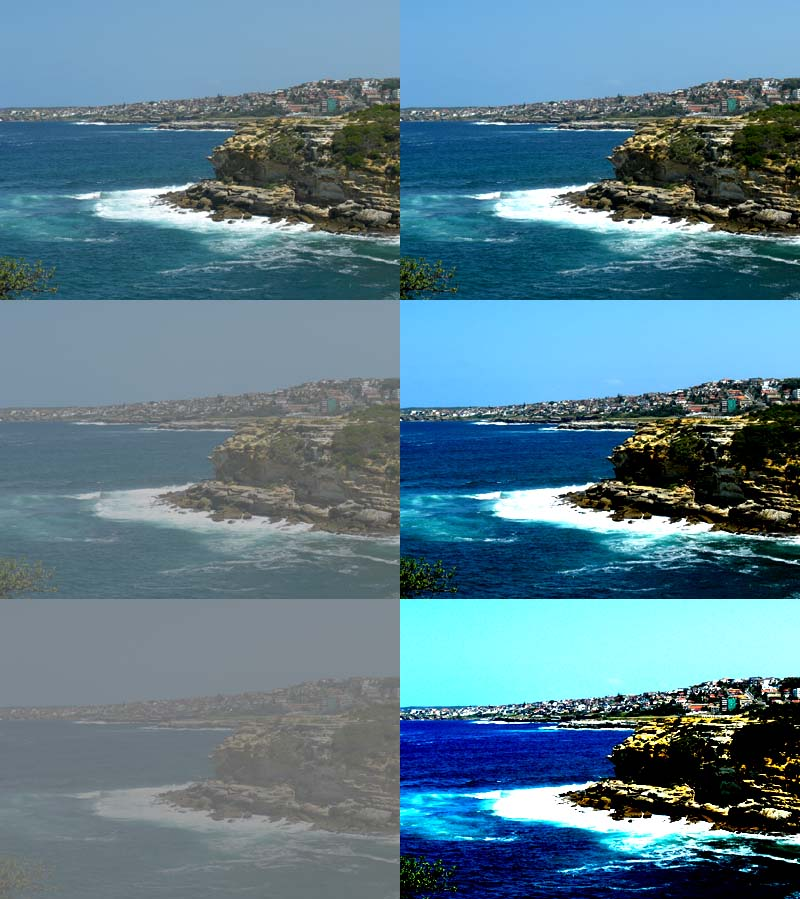
Differenti livelli di contrasto di una fotografia: in alto a sinistra l'immagine originale, a sinistra in basso contrasto basso e a destra in basso contrasto alto

Il contrasto in un'immagine è il rapporto o differenza tra il valore più alto (punto più luminoso) e il valore più basso (punto più scuro) della luminosità nell'immagine.

## Definizione
Se si aumenta tale differenza i valori più luminosi tendono al valore massimo e i valori più scuri tendono al valore minimo. I valori intermedi non cambiano.
Nel caso di un'immagine in "bianco e nero" aumentare il contrasto significa eliminare il "grigio intermedio".
In formule matematiche è possibile esprimerlo come:
{\displaystyle C={\frac {P_{max}}{P_{min}}}}